# Albert Rossow
Albert Rossow (Szczecin (toen: Stettin), 21 maart 1857 – Luzern, 24 april 1943) was een Duits componist en militaire kapelmeester, die later in Zwitserland leefde. 

## Levensloop
Hij studeerde aan de Staatliche Hochschule für Musik in Berlijn. Rond 1900 emigreerde hij naar Zwitserland en woonde voortaan te Luzern. Rossow werd in 1917 de eerste dirigent van de Stadtmusik Zürich, die ter voren vanuit de fusie van twee harmonie-orkesten ontstaan was. In deze functie bleef hij tot 1928. In 1926 en 1927 was hij eveneens dirigent van de Stadtmusik Winterthur. 
Hij componeerde werken voor orkest, harmonie- en fanfareorkest, koor- en kamermuziek. Hij is begraven op de "Südwestkirchhof (Zuidwestelijke kerkelijke begraafplaats)" te Stahnsdorf. Alhoewel het graf er niet meer is, werd in het register van deze begraafplaats gedocumenteerd "Dirigent des Koslekschen Bläserbundes". 

## Composities

### Werken voor orkest
- 1926: - In der Jasminlaube, gavotte voor orkest, op. 36
- 1927: - Für myni liäbe Chind, vanuit een Zwitsers dialect-boek voor Kleine en Grote - tekst: Wilfried Schwyzer
- 1937: - Jugendspiele - Jeux de la jeunesse, Intermezzo, opus 138

### Werken voor harmonie- en fanfareorkest
- 1909: - Marschmusik-Album, verzameling van 12 marsen voor mars- en concertmuziek
- 1921: - Mit Leier und Schwert - Sabre et Lyre Preis-Marsch
- 1923: - Gai Retour Pas Redoublé pour harmonie et fanfare, op. 110
- 1923: - Feierstunde - Récréation Serenade, op. 92
- 1923: - Spanischer Tanz - Danse espagnole
- 1925: - Ballettmusik
- 1926: - In der Jasminlaube gavotte, op. 36
- 1927: - Fackeltanz, op. 123
- 1927: - Rhapsodie, op. 126
- 1929: - Czardas
- - Concertouverture
- - Erinnerung an die Schweiz
- - Frühlingsanfang
- - Herbstgedanken, voor 2 bugels en harmonieorkest
- - Triumph-Marsch, op. 146

### Vocale muziek

#### Werken voor koor
- 1935: - Gloria!, Hymne, op. 87 - tekst: Gobi Walder

#### Liederen
- - Kampf, voor zangstem en piano, op. 145
- - Nothelfer-Lied, voor zangstem en piano, op. 148 - tekst: Johannes Lejeune

### Werke für Klavier
- 1923: - Con grazia gavotte voor piano vierhandig, op. 53